# 秦祖永
秦 祖永（しん そえい、道光5年（1825年） - 光緒10年（1884年））は、中国清代後期の書家・画家である。詩文にも才能を発揮した。
字を逸芬、号は楞煙外史と称した。江蘇金匱（現在の江蘇省無錫）の人。諸生となり、広東碧甲場塩大使を任ぜられる。王時敏に山水画を師法し、また元末四大家の作を臨模し、書画の研究を行った。享年60。画論に『桐陰論画』・『画学心印』がある。子の秦頌丹も画を善くした。